# Karim Abbou
Ne doit pas être confondu avec Karim Tabbou.
 (octobre 2015).
Si vous disposez d'ouvrages ou d'articles de référence ou si vous connaissez des sites web de qualité traitant du thème abordé ici, merci de compléter l'article en donnant les références utiles à sa vérifiabilité et en les liant à la section « Notes et références ».
Pas d'image ? Cliquez ici

a Compétitions nationales et continentales officielles uniquement.

Karim Abbou, né le 27 février 1968 à Puteaux (France), est un joueur de rugby à XV, réalisateur et scénariste français.

## Biographie

### Carrière sportive
Karim Abbou joue au rugby à XV au poste d'ailier au sein du Racing Club de France à la fin des années 1980 et durant les années 1990. En 1987, il dispute et remporte la finale de la Coupe Frantz-Reichel en s'imposant 21 à 9 contre la Section paloise. Trois ans plus tard, il remporte le Championnat de France contre le SU Agen 22 à 12.

### Carrière cinématographique
En 2000, Karim Abbou réalise avec Kader Ayd son premier film , Old School. La presse en retiendra un film déjanté dans lequel apparaît JoeyStarr qui compose là, sa première bande originale. La première a eu lieu à Cannes, le 18 mai 2000 et le film est sorti en France en salle le 5 juillet de la même année.
Fort de cette expérience, Karim Abbou et Kader Ayd décident d'explorer Hollywood et partent pour les États-Unis. David Carradine inspirera à Karim Abbou et Kader Ayd le court métrage Blaxploitation. Après leur collaboration, David Carradine dira que Karim Abbou et Kader Ayd sont aussi radicaux que Tarantino.
En 2005, il réalise, toujours avec Karim Abbou, Ennemis publics. Tourné entre Paris et New York, le film réunit Charles Aznavour, Richard Bohringer, Dolores Chaplin, Philippe Nahon ou encore l'acteur américain Armand Assante. 

## Palmarès en rugby à XV
- Vainqueur de la Coupe Frantz-Reichel en 1987 avec le Racing Club de France.
- Vainqueur du Championnat de France en 1990 avec le Racing Club de France.

## Filmographie

### Réalisateur
- 2000 : Old School
- 2005 : Ennemis publics

### Scénariste
- 2000 : Old School

### Acteur
- 2000 : Élie annonce Semoun